# Porto (Capela do Alto)
Porto é um distrito do município brasileiro de Capela do Alto, que integra a Região Metropolitana de Sorocaba, no interior do estado de São Paulo.

## História

### Formação administrativa
- Lei Ordinária nº 723 de 21/12/1992 - Cria o Distrito do Porto, neste Município de Capela do Alto[2].

### Pedido de emancipação
O distrito tentou a emancipação político-administrativa e ser elevado à município, através de processo que deu entrada na Assembléia Legislativa do Estado de São Paulo no ano de 1995, mas como não atendia os requisitos necessários exigidos por lei para tal finalidade, o processo foi arquivado.

## Geografia

### Demografia

#### População urbana
| Crescimento população urbana | Crescimento população urbana | Crescimento população urbana | Crescimento população urbana |
| Censo                        | Pop.                         |                              | %±                           |
| ---------------------------- | ---------------------------- | ---------------------------- | ---------------------------- |
| 1991                         | 1 107                        |                              | —                            |
| 2000                         | 1 225                        |                              | 10,7%                        |
| 2010                         | 1 637                        |                              | 33,6%                        |
| Fonte: IBGE e Fundação SEADE |                              |                              |                              |

#### População total
Pelo Censo 2010 (IBGE) a população total do distrito era de 1 899 habitantes.

### Área territorial
A área territorial do distrito é de 30,547 km².

### Rodovias
O principal acesso ao distrito é a Rodovia Raposo Tavares (SP-270), mas também possui acesso à Rodovia Senador Laurindo Dias Minhoto (SP-141) através de estrada vicinal.

## Serviços públicos

### Registro civil
Feito na sede do município, pois o distrito não possui Cartório de Registro Civil das Pessoas Naturais.

### Saneamento
O serviço de abastecimento de água é feito pela Companhia de Saneamento Básico do Estado de São Paulo (SABESP).

### Energia
A responsável pelo abastecimento de energia elétrica é a CPFL Piratininga, distribuidora do grupo CPFL Energia.

## Religião
O Cristianismo se faz presente no distrito da seguinte forma:

### Igreja Católica
- A igreja faz parte da Diocese de Itapetininga[14].

### Igrejas Evangélicas
- Congregação Cristã no Brasil[15].